# 德意志邦聯憲法 (1871年)

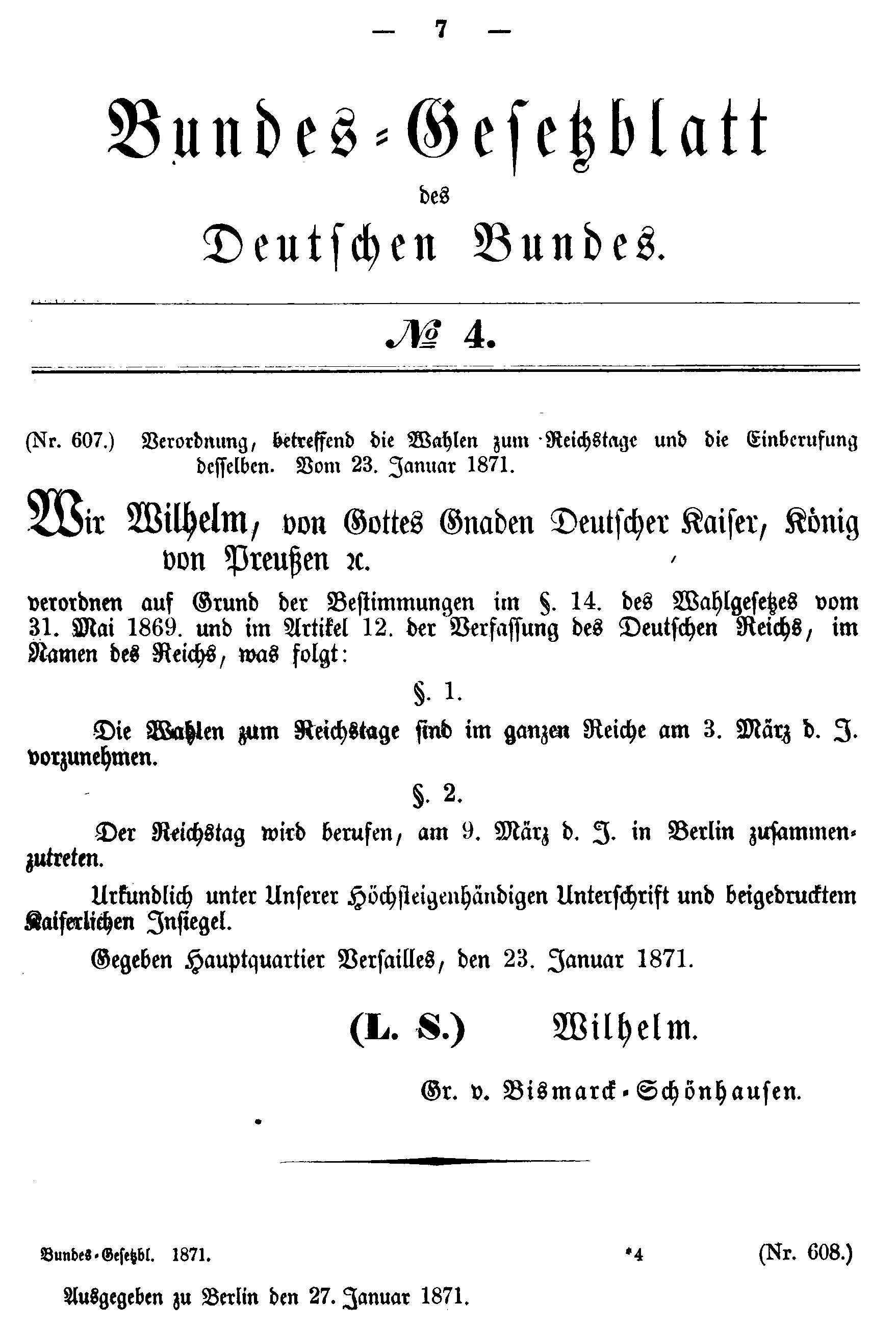
《北德意志邦聯法律公報》1871年1月27日刊：皇帝威廉將組織帝國議會的新選舉

《德意志邦聯憲法》（德語：Verfassung des Deutschen Bundes）或「十一月憲法」（德語：Novemberverfassung）是1871年初德意志邦聯政府頒布的憲法。它於1871年1月1日頒布。它是在北德意志邦聯憲法上進行了修改、補充後完成的。
1871年的德意志邦聯憲法納入了北德意志邦聯與加入邦聯的一些南德邦國之間的協議，這些協議在與巴登和黑森-達姆施塔特的談判中被達成，但和巴伐利亞與符騰堡則沒有。新憲法於1870年12月31日在《北德意志邦聯法律公報》（Bundesgesetzblatt des Norddeutschen Bundes）中出現，並於第二天生效。該國在1871年4月16日使用了其與另一部憲法替代了邦聯憲法（德意志帝國憲法），該憲法一直生效到1918年德意志帝國終結。